# کجایی
کجایی (ممسنی)، روستایی از توابع بخش مرکزی شهرستان ممسنی در استان فارس ایران است. اما این روستا در کنار روستای عمویی هست و متعلق به منطقه جاوید است و ارتباطی با بکش  ندارد ازقدمتی کهن برخورداراست و پیشینیان به ان تاگک می گفتند

## جمعیت
این روستا در دهستان بکش یک قرار دارد و بر اساس سرشماری مرکز آمار ایران در سال ۱۳۸۵، جمعیت آن ۱۸۰ نفر (۴۴خانوار) بوده‌است.